# 馬鶴天

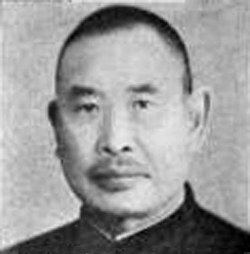
民国三十六年（1947年）商务印书馆出版的《甘青藏边区考察记》中的马鹤天照片

马鹤天（1877年—1962年），名鳴鸞，以字行，山西省芮城县古仁村人，中國近代教育家，中華民國大陸時期、中華人民共和國官员。

## 生平
早年，马鹤天自日本早稻田大学毕业。归国后，历任西北边防督办公署教育科科长、北平民国大学总务长、兰州中山大学校长、甘肃学院院长、甘肃省政府委员、甘肃省教育厅厅长、国民政府铨叙部育才司司长、蒙藏委员会委员等职。1923年，发起并创建中华西北协会，后来同顾颉刚、黄奋生、韩儒林、赵守玨等人创建中国边疆学会。民国二十四年（1935年），奉命担任国民政府蒙藏委员会驻藏大员，并任九世班禅回藏专使行署参赞。
1930年代的第二次中国边疆研究高潮中，马鹤天是代表人物之一。黄奋生称：“马鹤天先生，以致力边疆事业，为其平生抱负，一般人热腾腾地在内地通都大邑翻筋斗兜圈子的时候，而他发愤急起，不避艰险，先到西北，继到蒙古，又赴东北，更去康藏，伟大的中国边疆，几乎都留下他的足迹。《内外蒙古考察日记》的问世，风行全国，提示了国人对于朔方不少认识。” 马鹤天在《蒙古行》中称：“生平乐远游，暇辄履新地。”“愿借明驼足，遂我长征志。”
之後，他到南京國民政府工作，先後任銓敘部育才司長、蒙藏委員會護送班禪回藏專使、榆林回藏辦事處回藏專使、張家口回藏辦事處處長。著有《東北考察記》、《內外蒙古考察記》、《菲律賓考察記》、《赴藏日記》等，對中國邊疆地理做出顯著研究成果，成為邊疆地理學者。 中華人民共和國成立後，馬鶴天先後在中央民族學院研究部和中央民族事務委員會工作。1962年病逝於北京。

## 著作
- 《西北考察记（青海篇）》
- 《甘青藏边区考察记》[2]